# Grancy (métro de Lausanne)
Pour les articles homonymes, voir Grancy (homonymie).
Grancy est une station de métro de la ligne M2 du métro de Lausanne, située place Alfred Stucky, à l'angle du boulevard de Grancy et de l'avenue du Rond-Point dans le quartier Sous-Gare/Ouchy, à Lausanne, capitale du canton de Vaud. Elle dessert notamment la partie supérieure du quartier, la mosquée et l'église anglaise de Lausanne.
Mise en service en 2008, elle a été conçue par le cabinet d'architecte CCHE Architectes.
C'est une station, équipée d'ascenseurs, qui est accessible aux personnes à mobilité réduite.

## Situation sur le réseau
Établie à 425 mètres d'altitude, la station Grancy est établie, en tranchée, au point kilométrique (PK) 0,872 de la ligne M2 du métro de Lausanne, entre les stations Délices (direction Ouchy-Olympique) et Lausanne-Gare (direction Croisettes).

## Histoire
La station se trouve sur l'ancienne ligne à crémaillère Lausanne-Ouchy, ancêtre de la ligne de métro M2. Elle est l'une des deux stations, avec Délices, à remplacer l'ancienne station Montriond située plus au sud au niveau de la passerelle piétonne. La construction de la station commence en 2006, après la fermeture de l'ancienne ligne et ouvre le 27 octobre 2008, lors de l'ouverture à l'exploitation de la nouvelle ligne. Son nom a pour origine le boulevard de Grancy où elle est située à mi-chemin. Elle est réalisée par le cabinet d'architecture CCHE Architectes, qui a dessiné une station disposant d'un large toit vitré amenant la lumière naturelle sur les quais.
En 2012, elle était la onzième station la plus fréquentée de la ligne, avec 816 000 voyageurs ayant transité par la station.

## Service des voyageurs

### Accès et accueil
La station est construite à l'extrémité nord de la tranchée ouverte située au sud de la gare centrale et est partiellement enterrée. Elle est accessible par deux accès latéraux depuis la place Alfred Stucky, soit par, en raison de la différence de niveau avec la voirie, les deux ascenseurs ou par des rampes et escaliers, dont un via le chemin de la ficelle. La station ne dispose pas d'escaliers mécaniques et est accessible aux personnes à mobilité réduite. Elle dispose de deux quais, équipés de portes palières, encadrant les deux voies.

### Desserte
La station Grancy est desservie tous les jours de la semaine, la ligne fonctionnant de 5 h 15 à 0 h 45 du matin (1 h du matin les vendredis et samedis soir) environ, par l'ensemble des circulations qui parcourent l'intégralité de la ligne. Les fréquences varient entre 4 et 7,5 minutes selon le jour de la semaine,. La station est fermée en dehors des heures de service de la ligne.

### Intermodalité
La station n'est desservie par aucune autre ligne de transport en commun.

### Encyclopédie spécialisée
- [ROCH09] Jean-Louis Rochaix, Sébastien Jarne, Gérald Hadorn, Michel Grandguillaume, Michel Dehanne et Anette Rochaix, Chemins de fer privés vaudois 2000 - 2009 : 10 ans de modernisation, Belmont, La Raillère, 2009, 420 p. (ISBN 978-2-88125-012-5)